# بيلوزيرسكي
بيلوزيرس'كي (Білозерське) هي مدينة في مقاطعة دونيتس'كا في أوكرانيا.
يبلغ عدد سكانها حوالي 11000 نسمة.

## معرض صور

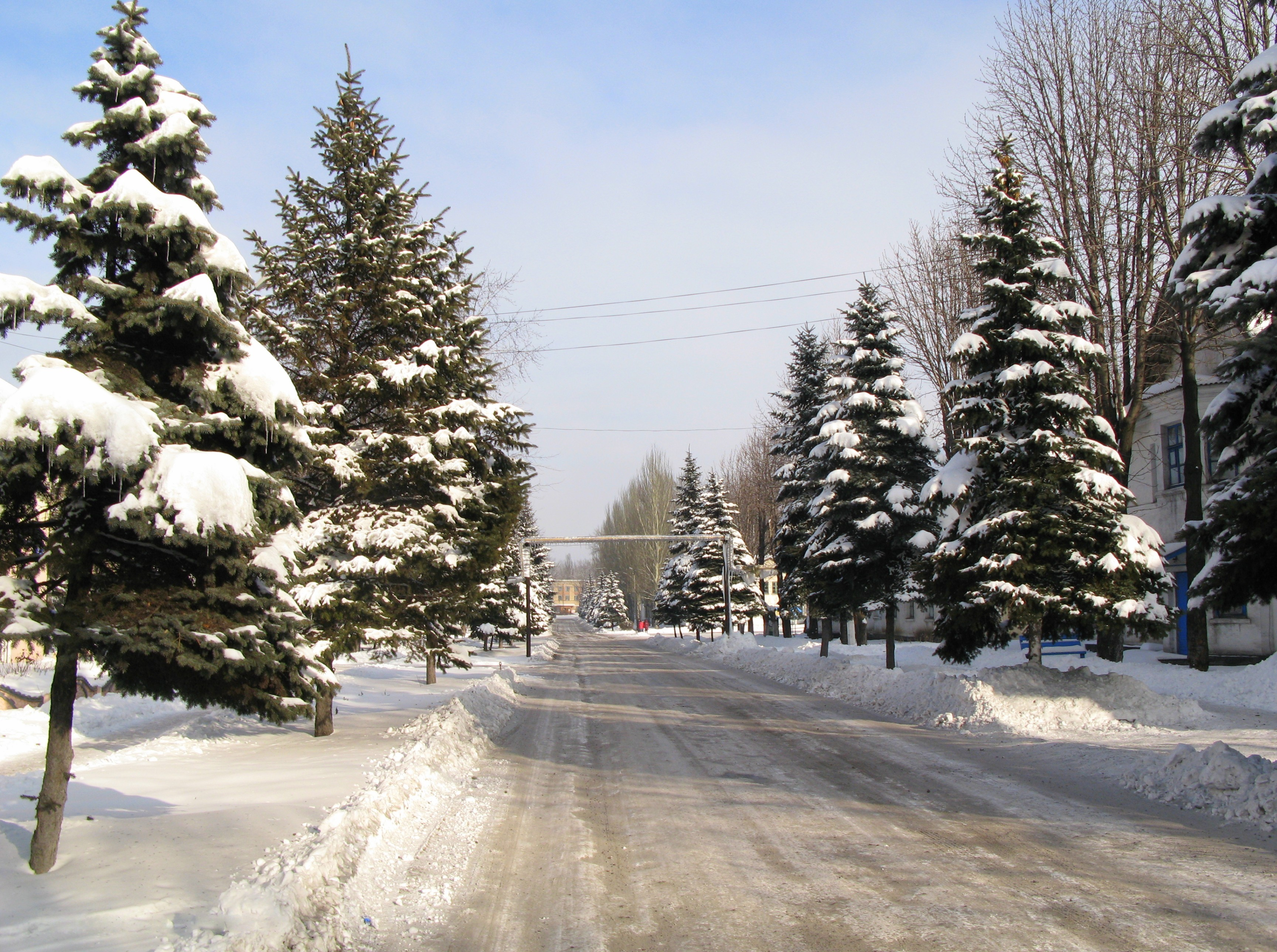
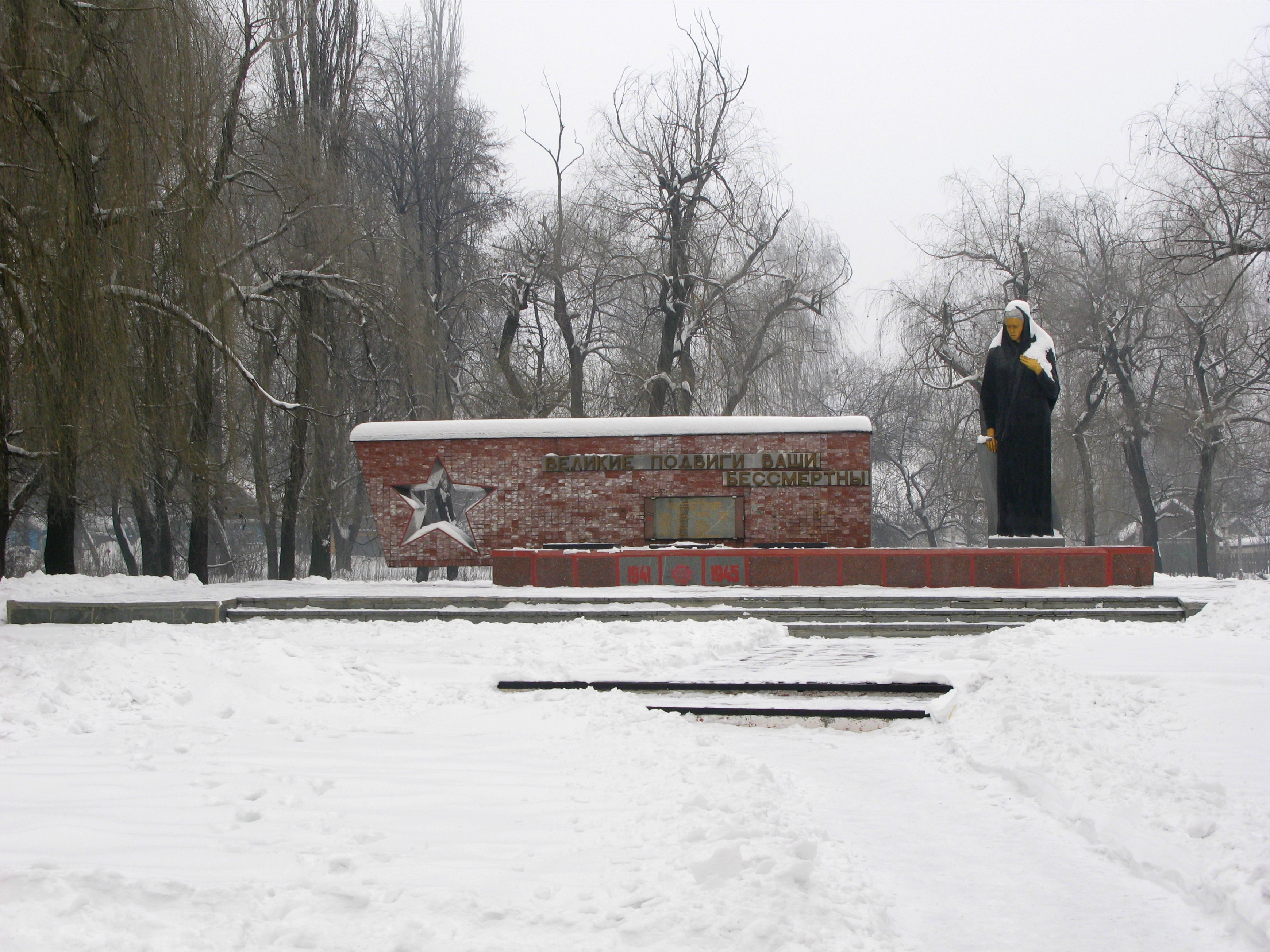
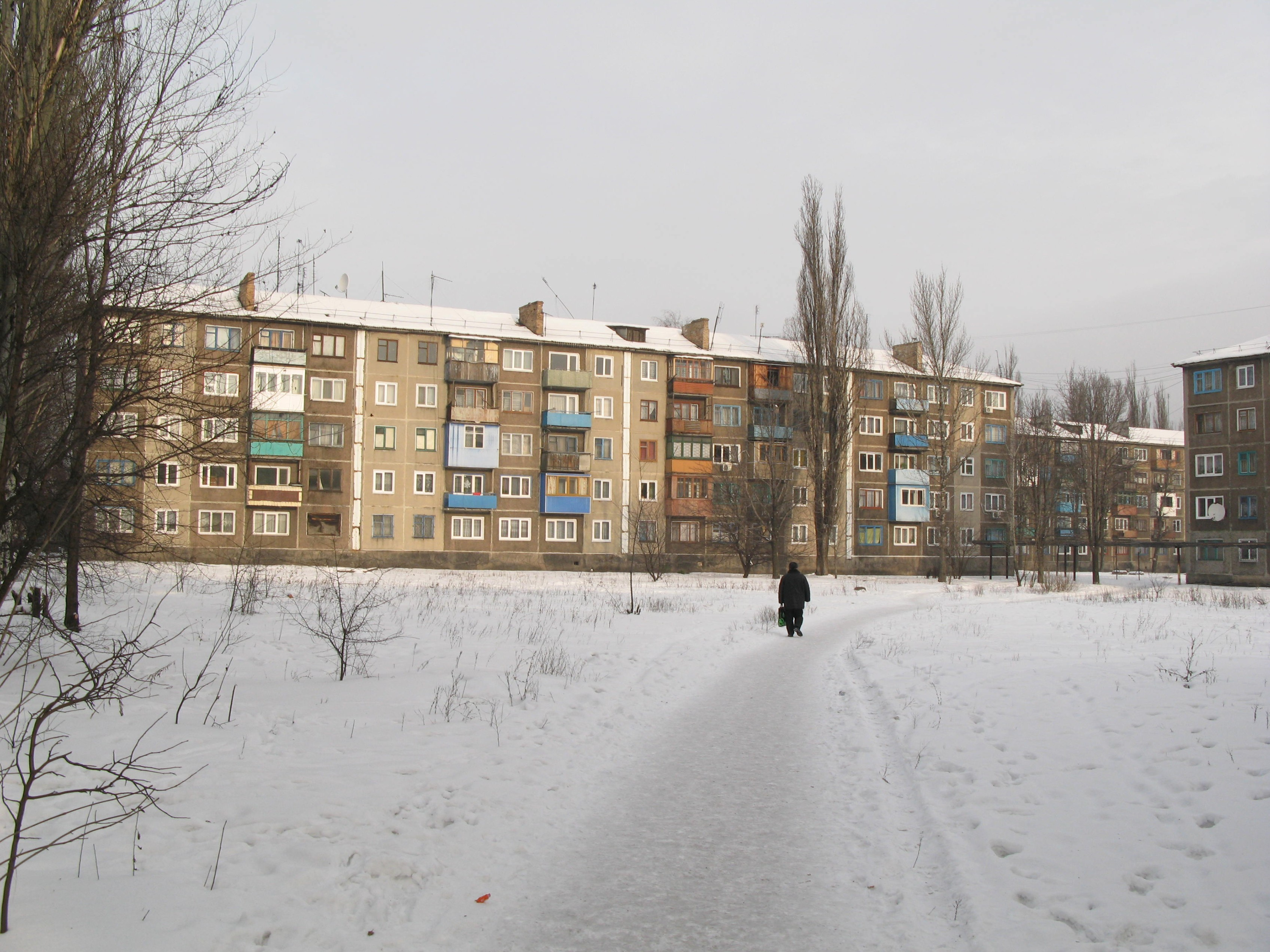
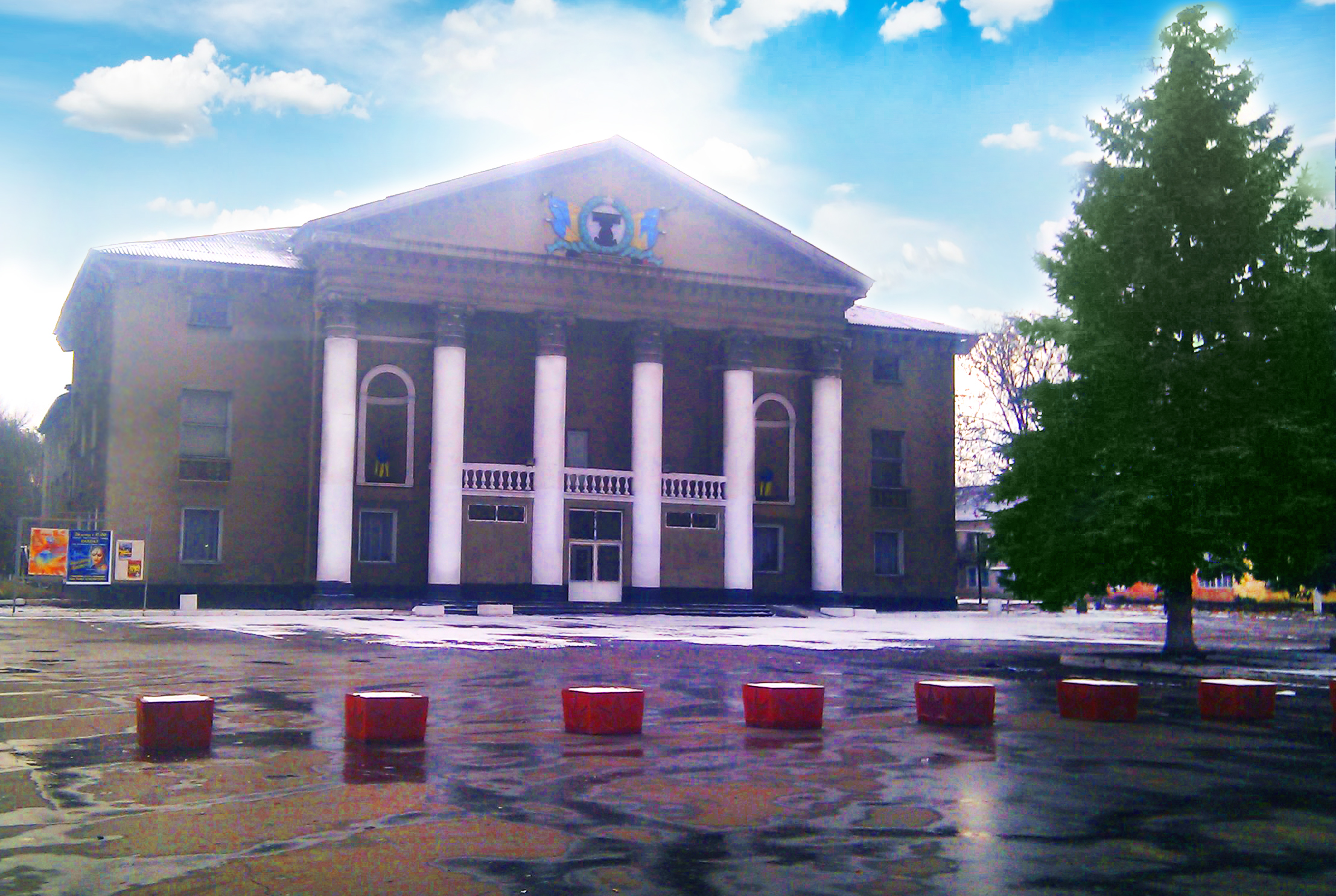